# جيف هايدن
جيف هايدن (بالإنجليزية: Jeff Hayden)‏ هو سياسي أمريكي، ولد في 24 سبتمبر 1966 في سان فرانسيسكو في الولايات المتحدة. حزبياً، نشط في حزب العمال المزارعين الديمقراطيين في مينيسوتا. وقد انتخب عضو مجلس ولاية مينيسوتا.